# Fedoseevcy
I Fedoseevcy (in russo федосеевцы, феодосиевцы? fu un movimento religioso nella Russia zarista e una delle denominazioni dei Bespopovcy.

## Storia
I Fedoseevcy sorsero all'interno dei Vecchi Credenti tra i gruppi di contadini e dei posad nel nord-ovest della Russia. Il loro fondatore fu l'ex-diacono Feodosij Vasil'ev (1661-1711). I Fedoseevcy erano scontenti verso un gruppo di Bespopovcy detti Pomorcy che si erano allontanati dai rigidi principi dei Vecchi Credenti e che avevano adottato la pratica di "pregare per lo zar" (моление за царя).
All'inizio i Fedoseevcy si opponevano alla servitù della gleba e osservavano uno stretto ascetismo negando l'istituzione del matrimonio. Verso la fine del XVIII secolo i Fedoseevcy si unirono attorno al gruppo guidato da Il'ja Kovylin (1731-1809) con la loro "sede" al cimitero Preobraženskoe di Mosca. 
Con lo sviluppo delle diseguaglianze sociali tra i Fedoseevcy, la loro dottrina iniziò a perdere gradualmente gli elementi di protesta sociale. Nel 1848 adottarono la preghiera per lo zar. Nella seconda metà del XIX secolo un gruppo chiamato dei "Nuovamente Sposi" (новожёны) si staccò dal movimento dopo aver riconosciuto l'istituzione del matrimonio.
Nel XX secolo durante l'Unione Sovietica ci furono piccoli gruppi di Fedoseevcy che furono trasferiti per l'intolleranza religiosa e l'ascetismo.